# Espace Anjou
Espace Anjou est un centre commercial régional situé à Angers en Maine-et-Loire. Il s'agit du plus important de la ville et du département. Il est installé à l'est d'Angers, le long de l'autoroute A87 Nord ou Rocade Est.

## Historique
- 1970 : ouverture du centre commercial, au sein des anciennes usines Bessonneau. Le centre porte alors le nom de Trigano 49. À son ouverture, l'aménagement intérieur est plus que rudimentaire. Il n'y a en effet pas de cloisons entre la trentaine de boutiques : on passe d'un magasin à l'autre sans s'en apercevoir[1].
- 1981 : le centre commercial prend le nom de Espace 49, avec un hypermarché E.Leclerc. Les franchises, jusque-là absentes, commencent à s'implanter[2].
- 1994 : la municipalité d'Angers souhaite rééquilibrer l'offre commerciale sur l'agglomération, trop concentrée à l'ouest de la ville, notamment autour du centre commercial Grand Maine[3]. Elle entreprend donc la construction d'un nouveau centre commercial. Il est érigé, non pas à l'emplacement du vétuste Espace 49, mais juste à côté. De ce fait, Espace 49 reste ouvert durant les travaux, et prend au fil des semaines des airs de galerie fantôme. Le groupe E.Leclerc, qui n'a pas été retenu pour le nouveau projet, ferme son hypermarché. Néanmoins la surface commerciale reste ouverte sous enseigne Hyper Espace 49.
- 1995 : après un an de travaux et quelques litiges avec d'anciens commerçants d'Espace 49, le nouveau centre commercial - réalisé par le cabinet d'architecture AU4G - est inauguré le 17 octobre 1995. Avec 90 boutiques et 35 000 m2, il devient le plus grand centre commercial de la ville et du département de Maine-et-Loire. L'hypermarché est désormais sous enseigne Géant Casino, ce qui marque l'arrivée du Groupe Casino à Angers[2].
- 2005 : Depuis octobre 2005[4], le centre commercial Espace Anjou est géré par Mercialys, filiale foncière du Groupe Casino.
- 2014 : Extension et rénovation du centre commercial, création d'un nouveau logo par Mercialys
- 2016 : Seconde rénovation (coup de peinture seulement) pour passer au nouveau concept de Mercialys, G La Galerie.

## Enseignes
Le centre commercial régional Espace Anjou est organisé autour d'un hypermarché de plus de 9 137 m2. Il accueille 120 boutiques.
Autour du centre commercial se trouvent des moyennes surfaces spécialisées.

## Extension et rénovation (2014)
Une extension et une rénovation du centre commercial ont été réalisées en 2014, avec une trentaine de boutiques supplémentaires, soit désormais 120 commerces au total. L'extension a été effectuée en lieu et place de l'ancien magasin But. L'hypermarché Géant Casino a lui aussi fait l'objet d'un redimensionnement de 12 000 m2 à 9 137 m2. La surface ainsi libérée a permis l'installation de nouvelles enseignes, notamment Kiko, Darty et Terranova. 

## Identité visuelle (logo)

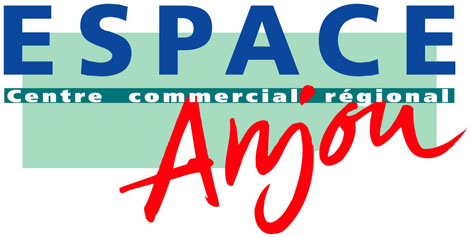
Logo de 1995 a 2014.
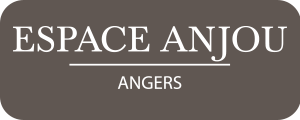
Logo de 2014 à 2016.
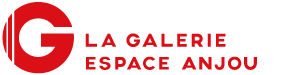
Logo depuis 2016.

## Desserte
Le centre commercial est accessible par la rocade est d'Angers (A87, ancienne route nationale 160/1160).
Lignes de bus IRIGO : 5 (arrêt « Espace Anjou ») et 9 (arrêt « Casino ») de la IRIGO.
TER et Omnibus : Maître-École.       
Ligne B du tramway (Station Montaigne).